# Mudita
Muditā (pali y sánscrito: मुदिता) significa alegría empática o solidaria. Es la alegría que proviene del deleite por el bienestar de otras personas.
El ejemplo tradicional paradigmático de este estado mental es la actitud de un padre que observa los éxitos y logros de un niño en crecimiento. Mudita no debe ser confundido con el orgullo, ya que la persona que siente mudita puede no tener algún interés o beneficio directo del logro del otro. Mudita es una alegría pura no influenciada por el interés propio.
Cuando podemos ser felices por las alegrías que otros seres sienten, se llama mudita; la palabra opuesta es envidia o schadenfreude.